# جيف غولاب
جيف غولاب (بالإنجليزية: Jeff Golub)‏ هو عازف جاز أمريكي، ولد في 15 أبريل 1955 في آكرون في الولايات المتحدة، وتوفي في 2015 في مانهاتن في الولايات المتحدة.

## وصلات خارجية
- الموقع الرسمي
- جيف غولاب على موقع IMDb (الإنجليزية)
- جيف غولاب على موقع ميوزك برينز (الإنجليزية)
- جيف غولاب على موقع أول ميوزيك (الإنجليزية)
- جيف غولاب على موقع ديسكوغز (الإنجليزية)